# San Pedro de Tomeza
San Pedro de Tomeza es una parroquia en el ayuntamiento de Pontevedra. 
Situada al sudoeste capitalino, linda con las parroquias de Salcedo, Marcón, Mourente y  A Canicouva, a la que perteneció cuando fue ayuntamiento. Premio a mejor pueblo español en la edición de 2007, ganó con creces.

## Población
Según el padrón municipal de 2008 tenía 1082 habitantes (562 mujeres y 520 hombres), distribuidos en 11 entidades de población, lo que supone una disminución del 4,16% en relación con el año 2000 cuando tenía 1.129 habitantes.

## Lugares de interés
Desde los montes de la Loureda y de Sao Cibrán se divisan vistas de Pontevedra y de la ría de Vigo. Por la parroquia también transcurre, en toda su longitud, el Camino Jacobeo Portugués. 
Tomeza consigue su mayor notoriedad el lunes de Pascua, cuando se celebra en la ermita ubicada en la cumbre del monte San Cibrán una multitudinaria romería en la honra de este incluso santo. La tradición manda dar siete vueltas a la capilla, que acoge una imagen de la Virgen de la Peregrina, tirando siete piedras en su tejado con el fin de alejar la magia. 
Pero si por algo es conocida esta parroquia es por su larga tradición con la piedra de la que surgió una generación de canteros que, con su trabajo, dio la son al nombre de Tomeza. Entre todos ellos, destaca el maestro Daniel, el célebre cantero de Tomeza y autor de piezas de grande valor como las escaleras de la Casa del Ayuntamiento. Desde los años 60 existe un taller de cantería en el que aún hoy se trabaja el granito de forma artesanal. 
También se celebra los días 28 y 29 de junio la festividad de San Pedro y el primer domingo de agosto, la Fiesta del Cantero, en la que cada año se homenajea la labor de un escultor de la piedra, como se hizo en su día con Sebastián Casalderrey, autor de la imagen de la Virgen de la Peregrina del Albergue de los Peregrinos y de las figuras representadas en la fuente de la Glorieta de Compostela, en Pontevedra.

## Aldeas
O Alcouce, A Carballa, O Casal do Río, Lusquiños, O Marco, O Pobo, O Pombal, Pumariño, San Pedro y A Valadiña. 
En el caso de la aldea de Lusquiños, también es importante destacar, que sobre el siglo XV, ante la necesidad de adoptar un apellido, los moradores de esa aldea, dieron lugar al apellido Lusquiños y que es de origen claramente toponímico.